# Turnix pyrrhothorax
El torillo de pecho rojo o torillo pechirrufo (Turnix pyrrhothorax) es una especie de ave turniciforme de la familia Turnicidae. Es endémica de Australia, encontrándose amplia pero fragmentariamente distribuida en el norte y este.